# Makan Aïko
Makan Aïko (Parijs, 7 januari 2001) is een Frans-Ivoriaans voetballer die doorgaans speelt als vleugelspeler. In juli 2024 verruilde hij Le Mans voor Fortuna Sittard.

## Clubcarrière
Aïko speelde in de jeugd van AS Le Mans Villaret en werd op zijn dertiende opgenomen in de opleiding van Le Mans. Deze doorliep hij en op 15 januari 2021 debuteerde hij in het eerste elftal, toen in de Championnat National met 2–0 verloren werd van Quevilly. Het seizoen erna maakte hij zijn eerste doelpunt, toen hij op 6 augustus 2021 met een treffer de thuiswedstrijd tegen Stade Briochin besliste: 1–0. Gedurende het seizoen 2022/23 had Aïko overwegend een basisplaats bij Le Mans, die hij daarna door een blessure kwijtraakte.
Zijn contract verliep in de zomer van 2024, waarna hij transfervrij de overstap maakte naar Fortuna Sittard. Bij die club zette hij zijn handtekening onder een verbintenis voor de duur van twee seizoenen, met een optie op een jaar extra. Tijdens zijn eerste wedstrijd voor de Limburgse club kwam hij direct tot scoren. Op bezoek bij Go Ahead Eagles had Alen Halilović de score geopend, waarna Aïko op aangeven van Mitchell Dijks tekende voor de beslissende 0–2.

## Clubstatistieken
| Seizoen | Club            | Competitie           | Competitie | Competitie | Beker | Beker | Internationaal | Internationaal | Totaal | Totaal |
| Seizoen | Club            | Competitie           | Wed.       | Dlp.       | Wed.  | Dlp.  | Wed.           | Dlp.           | Wed.   | Dlp.   |
| ------- | --------------- | -------------------- | ---------- | ---------- | ----- | ----- | -------------- | -------------- | ------ | ------ |
| 2020/21 | Le Mans         | Championnat National | 7          | 1          | 0     | 0     | —              | —              | 7      | 1      |
| 2021/22 | Le Mans         | Championnat National | 10         | 0          | 2     | 0     | —              | —              | 12     | 0      |
| 2022/23 | Le Mans         | Championnat National | 28         | 6          | 1     | 0     | —              | —              | 29     | 6      |
| 2023/24 | Le Mans         | Championnat National | 10         | 1          | 0     | 0     | —              | —              | 10     | 1      |
| 2024/25 | Fortuna Sittard | Eredivisie           | 10         | 1          | 1     | 0     | —              | —              | 11     | 1      |
| Totaal  | Totaal          | Totaal               | 65         | 9          | 4     | 0     | 0              | 0              | 69     | 9      |

Bijgewerkt op 7 november 2024.